# 韓亞航空991號班機空難
韓亞航空991號班機是南韓韓亞航空一趟由首爾仁川國際機場飛往上海浦東國際機場的貨運航班。2011年7月28日當地時間上午4時許，即起飛後約1小時，這班由波音747-48EF貨機執行的航班報告機艙起火，其後墜毀在南韓南部濟州島以西海面。在此之后，美國國家運輸安全委員會发表了初步调查结果，黑匣子数据表明，该机上曾发生过严重火灾，导致操纵系统失效，黑匣子线路则在火灾后8分钟被烧断，起火原因可能为机上锂电池爆炸。

## 失事飛機
是次航班由註冊編號為HL7604的波音747-400F貨機執飛，機齡5年，失事前總飛行時數為26,300小時，由四台通用電氣CF6-80C2引擎提供動力。

## 事發經過
南韓時間上午2時47分，這班貨機由首爾仁川機場起飛，前往上海浦東，貨機搭載58公噸貨物，包括大批的手提電話、鋰電池、半導體、發光二極體和液晶顯示器等，餘下貨物則有樹脂、油漆和其他化學品。
在4時03分，機長匯報指機艙發生火警，要求轉飛濟州並緊急降落。4時11分，航管中心與飛機失去聯繫，飛機其後墜毀於濟州島以西107公里海面。機組人員與上海航管部門最後的通訊內容是「機艙起火」。
機上兩名分別為52和43歲的正副機長罹難，二人飛行時數達19,000小時，並有7,000小時執飛波音747的經驗。

## 搜救和調查
4時45分，韓國海洋警察廳派遣隊伍前往搜救。6時10分，搜救隊表示只找到了小量殘餘物如座椅、救生衣、有韓亞機身色彩的金屬塊和油污於海面漂浮，但飛機機體殘骸仍未尋回。
大韓民國國土海洋部（MLTMA）已介入調查事故起因，並正全力尋回飛機飛行紀錄儀。8月17日，搜救隊確認了包括垂直尾翼在內的39件殘骸的位置，約於水下80米，而垂直尾翼中可能包含了飛行紀錄儀和機艙對話紀錄器。兩名遇難飛行員的遺體於10月29日尋獲。